# Coronango
Coronango là một đô thị thuộc bang Puebla, México. Năm 2005, dân số của đô thị này là 30255 người.